# Sekretariat ds. niewierzących
Sekertariat ds. niewierzących (łac. Pro Non Christianis) został utworzony 9 IV 1965 przez papieża Pawła VI. Jego celem było badanie ateizmu, jego przyczyn. Ponadto zajmował się nawiązywaniem dialogu z niewierzącymi. W maju 1993 papież Jan Paweł II połączył go z Papieską Radą ds. Kultury.

## Przewodniczący sekretariatu
- Franz König (1965 – 1980)
- Paul Poupard (1980 – 1993)